# Палинуро
Палинуро (итал. Palinuro) — поселение на берегу Тирренского моря в северной части мыса Палинуро в области Чиленто (итальянская провинция Салерно). В административном отношении представляет собой фракцию Чентолы.
Считается, что поселение было названо в честь Палинура, упомянутого в пятой и шестой книгах «Энеиды». Славится чистотой своих пляжей, где проходили съёмки голливудского фильма «Ясон и аргонавты».
Покровителем поселения является Мадонна ди Лорето, празднование во вторник Светлой Седмицы. Регулярный рейс судна на подводных крыльях соединяет Палинуро с Салерно и Неаполем.